# 河村節子
河村 節子（かわむら せつこ、1914年2月4日 - 1985年2月27日）は、昭和期に活躍した漫才師、吉本新喜劇の女優。本名:河村せつ。

## 人物
大阪府大阪市の生まれ、初代ミスワカナの弟子でワカ子を名乗り、1939年ごろから新興演芸部で桂春雨と組む。1957年に吉本興業に入り「4代目ミスワカナ」を襲名し玉松一郎とコンビを組む。一郎死後、1963年から河村節子（またはせつ子、本名の河村せつ）の名で吉本新喜劇に参加。